# ジョン・ポープ
ジョン・ポープ（英: John Pope、1822年3月18日-1892年9月23日）は、アメリカ陸軍の職業軍人であり、南北戦争では北軍の将軍であった。西部戦線では短期間ではあるが実績を挙げたものの東部戦線では第二次ブルランの戦いでの敗北で知られることになった。南北戦争後はインディアン戦争で、その功績ある軍歴を回復した。

## 初期の経歴
ポープはケンタッキー州ルイビルで、初期イリノイ準州では著名な連邦判事であり、弁護士エイブラハム・リンカーンの友人でもあったナサニエル・ポープの息子として生まれた。
軍人のマニング・フォースとは義兄弟でありリンカーンの妻メアリー・トッド・リンカーンとは義理の又従姉妹であった。
1842年に陸軍士官学校を卒業し、地形工兵の名誉少尉に任官された。
初めはフロリダ州で勤務し、続いてアメリカ合衆国とカナダの北東部国境の測量に貢献した。米墨戦争ではザカリー・テイラーの下で、モンテレーの戦いやブエナ・ビスタの戦いに従軍し、それぞれ中尉と大尉に名誉昇進した。
米墨戦争の後はミネソタ州で測量士として働いた。1850年、ミシシッピ川支流のレッド川の航行可能性を実証した。1851年から1853年には、ニューメキシコ方面軍の主任技師を務め、南北戦争前の残りの期間は、大陸横断鉄道のための路線測量を行った。

## 南北戦争
エイブラハム・リンカーンが大統領に選ばれたとき、ポープは灯台建設の任務にあり、リンカーンがワシントンD.C.に入る時にその護衛をする4人の士官の一人に選ばれた。
リンカーンの副官となることを申し出たが、1861年6月14日、志願兵隊の准将に指名され（任官発効日は1861年5月17日）、イリノイ州で志願兵の募集を命じられた。
ジョン・C・フレモント少将の西部方面軍で、ポープは7月にミズーリ州北部と中部地域軍の指揮を任され、ミシシッピ川の一部の作戦統制をおこなった。フレモントとは良い関係とは言えず、水面下で政治工作を行い、フレモントを指揮官から下ろした。フレモントは、ポープが裏切ったと確信し、そのことはフレモントのミズーリ州における攻撃作戦に従ってポープが行動しなかったことで立証された。歴史家のアラン・ネビンスは「実際に、ポープは不服従の心を示していたものの、裏切りというよりは無能力と臆病という方がポープのことをよく説明している」と書いた。
結果的にポープはスターリング・プライス指揮下の南軍を南方へ撤退させ、12月18日のブラックウォーターにおける小戦闘では1,200名を捕虜にした。南北戦争の初期に自慢屋としての評判を取ったポープはその小さな勝利で報道機関の興味を生むことができ、フレモントがヘンリー・ハレック少将に挿げ替えられることで注目を引いた。
ハレックは1862年2月23日にミシシッピ軍（およびミズーリ方面軍のミシシッピ地域軍）の指揮官にポープを指名した。
25,000名の兵士を与えられ、ミシシッピ川の南軍の障壁を払うよう命令された。ミズーリ州のニューマドリードに急行軍し、3月14日にそこを落とした。続いて12,000名の守備兵と58門の大砲で強固に要塞化されたアイランドNo.10を占領する作戦を画策した。ポープの工兵が運河を切り開いて島を迂回する経路を作り、アンドリュー・H・フット艦長の砲艦の支援もあって、部隊を対岸に上陸させ守備軍を孤立させた。島の守備軍は4月7日に降伏し、北軍はミシシッピ川を南のメンフィスまで航行可能になった。
ミシシッピ川での卓抜した功績によってポープは、1862年3月21日付けで少将への昇進を勝ち取った。
コリンスの包囲戦では、ハレック軍の左翼を指揮したが、間もなくリンカーンから東部に召還された。ジョージ・マクレラン少将の半島方面作戦が崩壊した後で、ポープはシェナンドー渓谷やバージニア北部に散開していた部隊から集められたバージニア軍の指揮官に指名された。この昇進はフレモントを激怒させ、フレモントはその任務を辞任した。
ポープは自分の配下の東部部隊に攻撃的な自信をもたらした。7月14日にその新しい部隊に対して驚くべき通達を発した。以下はその一部である。
この虚勢にも拘らず、またマクレランのポトマック軍から部隊を引き入れてバージニア軍は70,000名の大部隊に膨れ上がったことにも拘らず、ポープの攻撃性はその戦略的能力を上回った。特に南軍のロバート・E・リー将軍に対峙してからがそうであった。リーは、ポープが決断力のないことを見て取り、そのやや劣る（55,000名）軍隊を分けて、ストーンウォール・ジャクソン少将には24,000名の部隊を付け、シーダー山に陽動部隊として派遣した。そこで、ジャクソンはポープ配下のナサニエル・バンクスの部隊を破った。リーは残りの部隊を連れてポープ軍に向けて前進し、ジャクソンは北に回ってポープ軍の主要物資基地マナサス駅を占領した。ポープは混乱し、南軍主力の位置を掴めないままに第二次ブルランの戦いの罠に踏み込んだ。1862年8月29日の戦闘は、ポープ軍がジャクソンとリーの複合攻撃を耐えたが、翌日、ジェイムズ・ロングストリート少将が北軍の側面を急襲し、北軍は完璧に打ち破られて退却を強いられた。ポープは軍隊において不人気だったが、フィッツ・ジョン・ポーター少将の命令不服従に敗北の責任を取らせたことで、その人気はさらに悪化した。ポーターは軍法会議で有罪とされ、面目を失った。
ポープ自身は1862年9月12日に指揮官職を解かれ、その軍隊はポトマック軍と合流してマクレランの指揮下に置かれた。ポープは南北戦争の残り期間、ミネソタ州の北西方面軍で過ごした。
1862年、条約保障されたはずの年金（食糧）が支給されず、保留地で飢餓状態となったミネソタ州のダコタ・スー族インディアンが、年金支払いを求めて暴動を起こした（ダコタ戦争）。ポープはエイブラハム・リンカーンからダコタ族の暴動弾圧の命を受け、リンカーンに代わって以下のように宣言した。
ポープは白人民兵を率いて、ダコタ族を徹底武力鎮圧した。12月26日、「反逆者」のダコタ族のうち、38人が特別誂えの絞首刑台で一斉に「吊るされ」、絞首刑執行された。ポープのこの西部における歴史に残る虐殺作戦行動は大きな手柄となってリンカーンを喜ばせ、1865年1月30日にミズーリ師団の指揮官に任命され、および3月13日にアイランドNo.10での功績に対して正規軍の少将に名誉昇進したことで報いられた。

## 南北戦争の後
1867年4月、ポープはレコンストラクションの第3軍事地区軍政官に指名され、その本部をジョージア州アトランタに置き、黒人が陪審員を務めることを許可する命令を発し、アトランタ市長のジェイムズ・ウィリアムズがもう一年その職に留まるよう命令し、選挙を延期し、またレコンストラクションに賛成しない新聞に市が広告を載せることを禁止した。アンドリュー・ジャクソン大統領は1867年12月28日にポープを解任し、ジョージ・ミードに置き換えた。
ポープは西部に戻り、アパッチ族を保留地に強制移住さためにアパッチ戦争に従軍して名声を得た。インディアン保留地の仕組は、腐敗したインディアン管理局（BIA）によるよりも、軍隊によって管理する方が良いと進言して、ワシントンで政敵を作った。インディアンに対してより「人道的な」扱いを要求して論議の元を作ったポープの「人道的な扱い」とは、「インディアン問題」についての次の発言によく示されている。
ポープは、いずれすべてのインディアンと決着をつける計画を持っていた。その計画とは、出来るだけたくさんのインディアンを「撃って」、「吊るして」、「その領土からすべてを追い出す」ことだった。
1879年にジョン・マカリスター・スコフィールド少将による査問委員会が、フィッツ・ジョン・ポーター少将は不公正に有罪とされており、第二次ブルランの戦いでの敗北責任の大半はポープ自身にあると結論付けたことで、ポープの体面はひどく傷つけられた。この報告では、ポープが戦闘の経過について向こう見ずで危険なくらい情報を容れない存在であったと性格づけ、ポーターの意図的な命令不服従で全軍崩壊の危機を救ったとした。
ジョン・ポープは1882年に少将に昇進し、1886年に退役した。オハイオ州サンダスキーに近いオハイオ兵士の家で死んだ。ミズーリ州セントルイスのベルフォンテーヌ墓地に埋葬されている。